# Rodolfo Dubó
Rodolfo Dubó (11 de setembro de 1953) é um ex-meio-campista chileno. Ele defendeu a seleção chilena em 46 jogos e marcou 3 gols:
- 8 na Copa América: (4 em 1979 e 4 em 1983 e 2 gols);
- 6 nas Eliminatórias da Copa do Mundo (2 em 1977 e 4 em 1981);
- 3 na Copa do Mundo de 1982 e
- 29 amistosos e 1 gol.

Ele jogou em 4 clubes do Chile:
- Deportes Ovalle (1972-1974)
- Palestino (1975-1983) e (1985-1988)
- Universidad de Chile (1983-1984)
- Deportes Lozapenco (1989)

## Títulos
Palestino
- Campeonato Chileno: 1975, 1977 e 1978

Deportes Lozapenco
- Terceira Divisão: 1989